# The Road Home
The Road Home — студийный альбом Джордана Рудесса, выпущенный 12 сентября 2007 года.

## Об альбоме
The Road Home первый альбом сольный альбома Рудесса, где он пользуется Haken Continuum. В этом альбоме Рудесс представил свои кавер-версии на песни известных исполнителей. Композиции включают в себя много частей, которых не было в оригиналах, особенно соло. Трек № 5 — единственное оригинальное произведение.

## Список композиций
1. Dance on a Volcano — 8:44 (Genesis tribute)
2. Sound Chaser — 12:54 (Yes tribute)
3. Just the Same — 8:22 (Gentle Giant tribute)
4. JR Piano Medley — 8:22
  - Soon (Джон Андерсон)
  - Supper’s Ready (Genesis)
  - I Talk to the Wind (King Crimson)
  - And You and I (Yes)
5. Piece Of the Pi — 3:05
6. Tarkus — 22:47 (Emerson, Lake and Palmer tribute)
  - Eruption (Emerson)
  - Stones of Years (Emerson, Lake)
  - Iconoclast (Emerson)
  - Mass (Emerson, Lake)
  - Manticore (Emerson)
  - Battlefield (Lake)
  - Aquatarkus (Emerson)

## Над альбомом работали
- Jordan Rudess (Джордан Рудесс) — клавишные, Continuum, голос в «I Talk to the Wind»
- Rod Morgenstein (Род Моргенстин) — ударные
- Neal Morse (Нил Морс) — голос в 1 композиции
- Kip Winger (Кип Уингер) — голос в 2 композиции. Голос в 6 композиции (Mass, and Battlefield)
- Steven Wilson (Стивен Уилсон) — голос в 6 композиции (Stones of years)
- Ed Wynne — первое гитарное соло в 2 композиции, Второе гитарное соло в 3 композиции.
- Bumblefoot — первое гитарное соло в 3 композиции, Гитары в 6 композиции (Aquatarkus)
- Marco Sfogli (Марко Сфогли) — гитары в первой композиции
- Nick D’Virgilio — голос в 2 композиции
- Ricky Garcia — второе гитарное соло в 2 композиции. Гитары в 6 композиции (Stones of years & Battlefield)
- Bert Baldwin — голос в «I Talk to the Wind»
- Derek Riggs (Дерек Ригс) — оформление обложки альбома